# Walter Hungerford, I barone Hungerford
Walter Hungerford I barone Hungerford (1378 – 9 agosto 1449) è stato un nobile e militare britannico.
Cavaliere e proprietario terriero, dal 1400 al 1414 sedette nella Camera dei comuni per la quale ricoprì anche la carica di Speaker. Venne quindi creato Ammiraglio e in seguito divenne un pari. Trovò una certa fama combattendo nella Guerra dei cent'anni; nel 1415 combatté alla Battaglia di Azincourt e partecipò al Concilio di Costanza, due anni dopo divenne Ammiraglio. Quando Enrico V d'Inghilterra morì fu uno dei suoi esecutori testamentari e un membro del consiglio di reggenza, partecipò alla Conferenza di Arras e, divenuto Barone Hungerford, sedette presso la Camera dei lord dal gennaio 1426 alla morte. Fu anche Lord gran tesoriere.

## La vita pubblica
Walter Hungerford, I barone Hungerford nacque nel 1378 da Thomas Hungerford (morto 3 dicembre 1398) e da Joan Hussey (morta 1º marzo 1412). La sua era una famiglia estremamente legata alla Casa di Lancaster, durante il regno di Riccardo II d'Inghilterra infatti suo padre era stato un membro della corte di Giovanni Plantageneto, I duca di Lancaster. Quando al trono salì Enrico IV d'Inghilterra gli venne data una rendita annua di 40£ prese dalle entrate delle proprietà di Margaret, duchessa di Norfolk e fu quindi creato cavaliere.
Nell'ottobre del 1400 andò a rappresentare il Wiltshire in Parlamento quale Knight of the shire, venendo rieletto nel 1404, 1407 e 1413, nel 1409 fu chiamato a rappresentare anche la contea del Somerset. Al parlamento che si riunì nel gennaio 1414 egli agì come speaker e fu l'ultima volta che sdette presso la Camera dei comuni.
Nello stesso anno divenne anche Sceriffo del Dorset e del Somerset, mentre nove anni prima aveva avuto la carica di Sceriffo del Wiltshire.
Walter era anche un militare di valore. Nel 1401 era andato in Francia a combattere e si raccontava che poco fuori Calais avesse avuto la meglio in un duello con il re di Francia. Voci a parte si distinse in giostre e tornei ricevendo gli adeguati compensi, in considerazione dei propri servizi dal 1403 gli furono dati 100£ annui, esigili dal castello e dalla cittadina di Marlborough di cui era sceriffo. Il 22 luglio 1414 fu mandato come ambasciatore a discutere un trattato con Sigismondo di Lussemburgo e fra quell'anno e quello dopo partecipò al Concilio di Costanza.
Nell'autunno del 1415 tornò in Francia con Enrico V d'Inghilterra dove combatté al suo fianco alla Battaglia di Azincourt, nel 1416 fu mandato a negoziare con il vescovo di Colonia, mentre l'anno dopo venne mandato ancora in Francia, sempre come ambasciatore.
Sempre in quell'anno fu creato Ammiraglio sotto il comando di Giovanni, duca di Bedford, zio del re, e nel 1418 partecipò con Enrico all'Assedio di Rouen, in quel novembre fu creato intendente della corte del re e gli venne conferita la baronia di Hommett, in Normandia, prese parte ai trattati di pace del 1419 e il 3 maggio 1421 fu creato Cavaliere dell'Ordine della Giarrettiera.
Quando in quell'anno Enrico V morì lasciando il trono al figlio, piccolissimo, Enrico VI d'Inghilterra, Walter fu tra gli esecutori testamentari e fra i membri del consiglio di reggenza di Umfredo, duca di Gloucester. Due anni dopo divenne intendente della corte del giovane re e nel parlamento che si riunì nel gennaio 1426 egli sedette alla Camera dei lord quale Barone Hungerford, titolo creato appositamente per lui in quello stesso mese. Walter sedette nella camera dei lord fino alla morte. In quell'anno divenne Lord gran tesoriere, una carica che mantenne fino al 1432, nel 1435 partecipò alla Conferenza di Arras.
Walter morì il 9 agosto 1449 e venne sepolto presso la Cattedrale di Salisbury vicino alla moglie in una cappella da lui stesso edificata e che esiste ancora, anche se non nella stessa posizione.

## Matrimoni e figli
Walter si sposò due volte. La prima con Catherine Peverell dalla quale ebbe:
- Walter Hungerford, venne preso prigioniero dai francesi e in seguito riscattato, fu al seguito di Giovanni Plantageneto nel 1435, morì senza eredi.
- Robert Hungerford, II barone Hungerford (1409-1459)
- Edmund Hungerford, che venne creato cavaliere da Enrico VI dopo la Battaglia di Verneuil
- Elizabeth Hungerford.

In seconde nozze si risposò con Eleanor Berkeley (morta 1º agosto 1455). I due non ebbero figli.